# Angel Holding
Angel Holding è una holding finanziaria guidata da Vito Pertosa.
Il gruppo, che impiega più di 2000 dipendenti, dei quali 1400 ingegneri, progetta e sviluppa soluzioni ad alta tecnologia per i settori del ferroviario, della meccatronica digitale e dell’aerospazio. Ha sedi in 21 paesi ed ha prodotti e servizi in uso in 71 nazioni.

## Aziende della Holding

### AngelStar
Joint venture tra Mermec e Stadler, specializzata nella progettazione e sviluppo di sistemi di bordo ETCS per gli operatori ferroviari.

### Blackshape
Azienda di produzione aeronautica per usi civili, con sede a Monopoli, in Puglia, dove opera all'interno del distretto aerospaziale pugliese. L'azienda si dedica alla produzione di aeromobili ultraleggeri da turismo, che vengono realizzati interamente in fibra di carbonio.

### MatiPay
Società a responsabilità limitata nata grazie a Matteo Pertosa, che produce soluzioni di mobile-payment. La società ha sviluppato un nuovo sistema di pagamento che consente di acquistare in contanti servizi e prodotti online, utilizzando la rete fisica dei lettori di banconote, delle gettoniere e delle macchinette automatiche. Questo ha portato il gruppo Intesa Sanpaolo ad investire nell'azienda acquistandone il 16,09% tramite Neva Finventures.

### Mermec
Fondata nel 1970, Mermec produce treni e sistemi di misura destinati all’ispezione delle reti ferroviarie, soluzioni integrate per la diagnostica, il segnalamento ferroviario e la manutenzione predittiva delle infrastrutture ferroviarie, metropolitane e tramviarie.

### Mermec Engineering
Azienda d'ingegneria specializzata nello sviluppo di soluzioni nell’ambito dell’intelligenza artificiale e dell’elettromagnetismo applicato, nonché nell'acquisizione e trattamento di dati per il monitoraggio del territorio mediante l'utilizzo di rilievi aerei digitali e la ricostruzione territoriale in 3D.

### Mermec STE
Società a responsabilità limitata acquisita nel febbraio 2021 da Sirti, progetta e sviluppa sistemi di segnalamento ferroviario di terra (sia sistemi ad apparato centrale computerizzato che sistemi ERTMS), sistemi di trazione elettrica e soluzioni per le telecomunicazioni.

### Sitael
Società attiva nel settore aerospaziale e specializzata nella realizzazione di piattaforme satellitari, sistemi di propulsione elettrica, apparati avionici, servizi ed applicazioni destinati all'osservazione della Terra a scopo di monitoraggio ambientale e delle infrastrutture.

### VAIMOO
Società attiva nel settore della mobilità sostenibile specializzata nello sviluppo di soluzioni complete di e-bike sharing, che comprendono e-bike, stazioni di ricarica e app per l'utilizzo del servizio.